# 硅铁

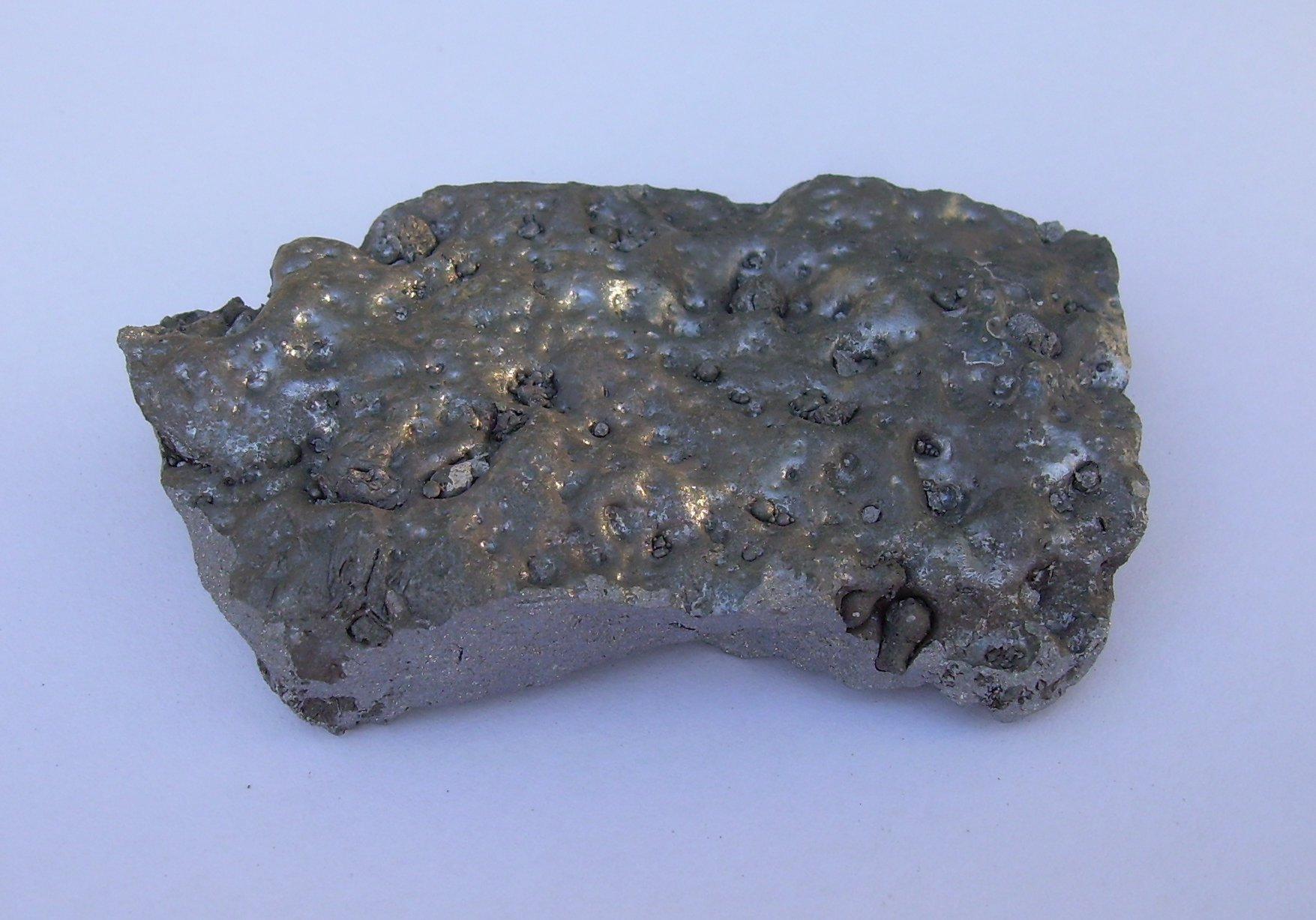
矽鐵合金

矽鐵是含矽的铁合金，矽的重量百分比一般在15–90%，有高比例的鐵矽化物。

## 製備和反應
矽鐵的製備是是鐵存在時，用焦炭還原二氧化硅或沙而製備。典型鐵的來源是鐵廢料或氧化鐵皮。矽含量低於15%的矽鐵是由內層有耐火砖的高爐製成
矽含量更高的矽鐵是用電弧爐製造。市場上常見的矽比例有15%、45%、75%和90%，剩下的是鐵，約有2%是鋁或是鈣。一般會用過量的二氧化硅，以避免碳化硅的生成。在製造過程中，會生成副產物微矽粉。
矽鐵接觸到水時，會慢慢的產生氢氣，此反應在鹼性環境下會加速，可以用在製氫上。硅铁的熔點和密度都會隨矽含量而變化，有兩個接近共晶的區域，一個在Fe2Si附近，另一個則在FeSi2和FeSi3之間。
| 矽的质量分数（%） | 0    | 20   | 35   | 50   | 60   | 80   | 100  |
| 固相線溫度（°C）  | 1538 | 1200 | 1203 | 1212 | 1207 | 1207 | 1414 |
| 液相線溫度（°C）  | 1538 | 1212 | 1410 | 1220 | 1230 | 1360 | 1414 |
| 密度（g/cm3）     | 7.87 | 6.76 | 5.65 | 5.1  | 4.27 | 3.44 | 2.33 |

## 用途
硅铁可以提供矽元素，還原金屬的氧化物，製成脫氧鋼以及其他鐵合金，也可以避免碳從熔化的鋼裡流失。錳鐵、鏡鐵、硅化钙等材料也可以用在這樣的應用上。硅铁可以用來製造其他的鐵合金。硅铁也可以用來生產矽、耐蝕、耐高溫的鐵矽合金、电动机和變壓器磁芯中使用的电工钢。在电工钢裡，硅铁的比例約是3–3.5%。
在製造铸铁時，可以加入矽鐵以加速石墨化。電弧焊裡也會用矽鐵作電極的塗層。
硅铁是製造鎂矽鐵（MgFeSi）之類合金（prealloy）的基礎，鎂矽鐵可以用來製造延性鐵。鎂矽鐵含有3–42%的镁，少量的稀土元素。若要控制鑄鐵中的矽含量，也可以加入鎂矽鐵。
鎂矽鐵有助於延性鐵中石墨球的形成，讓延性鐵有柔韌性。和灰鑄鐵裡的片狀石墨不同，延性鐵中的石墨成球狀，因此不容易破裂。
硅铁也用在由白云石提取鎂的皮江法中。
高含矽的硅铁和氯化氢反應，是工業合成三氯硅烷的基礎。

## 製氫
此種製氫法在第一次世界大战起就已經使用。之前使用的製氫和氫純化方式是用蒸汽通過熱鐵上，該製程很難控制。製氫的化學反應用氢氧化钠（NaOH）、矽鐵和水。在此製程中，會用很重鐵制的压力容器，裡面有氫氧化鈉和矽鐵，關閉後再加入控制份量的水，氫氧化鈉溶解後會讓混合物加熱到約200 °F（93 °C），開始反應，會產生硅酸鈉、氫氣和蒸氣。一般認為整體反應如下：
2NaOH + Si + H2O → Na2SiO3 + 2H2
在軍事上也會用矽鐵快速的產生氫氣，填充航空气球。產生器很小，可以用卡車運送，只需要很少的電力，材料穩定，不會燃燒．一直要到混合之後才會產生氫氣。
有一份報告指出，美軍在二十世紀初就已使用此一方式製氫，但約一百年後才有較深入的研究。

## 腳註
1. ↑  反應中刻意的省略鐵

## 延伸閱讀
- Jorgenson, John D.; Corathers, Lisa A.; Gambogi, Joseph; Kuck, Peter H.; Magyar, Michael J.; Papp, John F.; Shedd, Kim B.  (PDF). United States Geological Survey.   [2009-04-24]. （原始内容 (PDF)存档于2013-08-06）.